# アニメシアターX
アニメシアターX（アニメシアター・エックス）は、株式会社エー・ティー・エックス（英: AT-X, Inc.）が運営するアニメ専門チャンネルである。通称「AT-X」（エー・ティー・エックス）。
スカパー!プレミアムサービス・スカパー!・スカパー!プレミアムサービス光・ひかりTVや、一部のケーブルテレビに加入することで視聴できる。
キャッチコピーは、「ワンランク上のアニメ専門チャンネル」。

## 概要
正式なチャンネル名は「アニメシアターX」だが、原則として放送上では使われず、もっぱら通称かつ社名の「AT-X（エー・ティー・エックス）」が使われる（放送上で常に「TOKYO MX」を使用する東京メトロポリタンテレビジョンなどと同様）。「アニメシアターX」という名称は、スカパー!やケーブルテレビ等の各種案内や番組表等で使われている。元々はディレクTVで放送されていた。
古くからアニメ番組とのつながりが深いテレビ東京を母体とする放送局であり、同局のコンテンツ能力を生かした編成が特徴である。設立当初はテレビ東京（およびその系列局）が製作しているアニメ番組を中心に網羅する編成だったが、現在では地上波の放送系列（独立局含む）にとらわれない柔軟な編成を執っている。
日本国内にはアニメ専門チャンネルがいくつか存在するが、当チャンネルは全ての配信事業者において、基本料金およびパッケージ料金とはまた別料金での契約が必要であり、その月額料金も他の専門チャンネルより割高となっている。割高な理由としては、版権（著作権）上の理由によるものだけでなく、スポットCM（スポンサー）の放送が少ないため広告収入が見込めないことと、他ジャンルのチャンネルよりも配信に広い帯域を用いらなければならないことなどがある。
番組の放送のみに留まらず、2000年代半ば以降はAT-Xが自ら新作アニメの製作委員会に参加するようになり、2008年頃からは「AT-Xのみでの全話独占放送」（地上波・BS各局で未放送）となる作品も少数ながら散見されるようになった。2010年代に入ると、AT-Xの製作委員会参加作品がBS放送ではグループ内のBSテレ東（旧・BSジャパン）ではなく、BS11（独立局でビックカメラの子会社）やBSフジ（フジテレビ系）などでもネットされている。また、地上波・BS各局の特定のアニメ番組でスポンサーとなる場合もある。
2010年代半ば頃からは、地上波やBS各局を差し置いて（テレビ放送での）放送日時が全ネット局の中で最速となる新作アニメが増加しており、新番組が始まる改編期（1・4・7・10月）には「○月新番最速放送！」などとして、どのチャンネルよりも早く作品を視聴できることを公式サイト等でPRしている。
声優によるトーク番組・情報番組・バラエティ番組にも力を入れており、2008年から2011年まではそれらを元にした年越し特番（生放送）も放送された。声優を主体とした番組はディレクTVからスカパー!に移行した2000年頃より増加し、主に2010年代後半頃からは他の専門チャンネル等でもしばしば放送されているが、AT-Xのオリジナル番組群はその先駆けとも言える存在である。
2015年10月1日には、スカパー！オンデマンドにおいて『ST-X』（エス・ティー・エックス）を開設。「アニメ声優専門チャンネル」と銘打ち、独自の特典映像や特別番組を含む声優バラエティ番組のオンデマンド配信を開始したが、2年後の2017年9月30日をもってサービスを終了した。AT-X本体とは別にTwitterアカウントが設けられ、『ST-X』のサービス終了後も声優バラエティ番組全般に関するツイートを発信していたが、2019年4月30日をもって運用を終了した。
2024年3月23日には、PC・スマートフォン向けの定額制動画配信サイト『AT-DX』（エーティーディーエックス）のサービスが開始された。「アニメ紹介型動画配信サイト」と銘打ち、独自のオリジナル番組やアニメ作品のオンデマンド配信のほか、ST-Xと同様にAT-Xで放送のオリジナル番組も順次配信を予定している。

## 沿革
- 1996年 - AT-Xプロジェクト発足。
- 1997年12月24日 - ディレクTVで放送を開始。当時はテレビ東京とテレビ東京メディアネットとの共同運営で、テレビ東京メディアネットでは「SP推進部」が担当していた。当時のスタッフは5人だった。
- 1998年11月30日 - バンダイキャラネットTV（スカイポート通信サービスの一部）から移籍した放送枠・『おたっくビーム』が終了。
- 1999年 - 初の自社制作番組『DIAMOND TIME』放送開始。
- 2000年
  - 6月26日 - 株式会社エー・ティー・エックス設立。
  - 9月30日 - ディレクTVのサービス終了に伴い、ディレクTVでの放送を終了。
  - 10月1日 - スカイパーフェクTV!（後のスカパー!プレミアムサービス（標準画質））Ch.729で放送を開始（試験放送は同年9月13日から）。
- 2001年
  - 5月 - AT-Xが出資する初のオリジナルアニメ『フィギュア17 つばさ&ヒカル』が放送開始。
  - 6月16日 - 視聴年齢制限（ペアレンタルロック）を導入[10]。
- 2002年7月 - スカイパーフェクTV!2（現在のスカパー！）Ch.272で放送を開始。
- 2004年
  - 1月26日 - 通販サイト「AT-X SHOP」をサービス開始[11]。
  - 3月1日 - スカパー！対応光ファイバーTV（現在のスカパー!プレミアムサービス光）で放送を開始。
  - 4月1日 - J-COM Broadband（現在のJ:COM）で放送を開始。
- 2005年
  - 7月12日 - 「AT-X SHOP」モバイル版が開始[12]。
  - 8月31日 - スカパー!110でのチャンネル番号をCh.272からCh.333に変更[13]。
- 2009年
  - 4月1日 - 視聴料金を1,890円に値上げし、24時間放送を開始。放送スケジュールを大幅改編[14]。
  - 6月 - テレビ東京の岩田圭介が代表取締役社長に就任。
  - 10月1日 - 「AT-X HD!」として、スカパー！HD（現在のスカパー!プレミアムサービス）Ch.667でハイビジョン放送を開始[15]。
  - 11月1日 - ひかりTVでもハイビジョン放送「AT-X HD!」を放送開始[16]。
- 2010年1月27日 - スカパー！e2での画面比を、4:3(1.33:1)から16:9(1.78:1)に変更（画質は標準のまま）[17]。
- 2011年9月1日 - J:COMでもハイビジョン放送「AT-X HD!」を放送開始[18]。
- 2012年
  - 10月1日 - 番組構成の大規模な改編を実施[19]。これに伴い、「人気作品の新シリーズ放送前の集中放送」といった、従来の編成では難しかった企画も可能になった（『たまゆら』、『ロウきゅーぶ！』、『とある科学の超電磁砲』の第2期開始記念一挙放送企画など）。
  - 12月 - コンピュータソフトウェア著作権協会に入会[20][注 12]。
- 2013年
  - 2月28日 - スカパー！プレミアムサービスでのSD放送が終了し、HD放送に完全移行[21]。
  - 6月7日 - 第三者による改ざんが判明したため、公式サイトの一部ページを一時的に閉鎖。
  - 6月12日 - 改ざんされた内容の修復と対策を施したため、公式サイトの該当ページの閉鎖を解除[22]。
  - 11月29日 - 「AT-X SHOP」の全サービスを終了[23]。
- 2014年
  - 4月1日 - 消費税率引き上げに伴い視聴料金を1,944円に改定[24]。
  - 4月30日 - 「AT-X SHOP mini」と題して、自主制作番組のソフトなどオリジナルグッズ販売をキャラアニ.comに委託。
- 2015年
  - 4月1日 - 番組構成の大規模な改編を実施。開局から存在していたベルト枠が撤廃され、日曜日は「スペシャルサンデー」と題してテレビシリーズやOVA、長編作品などの一挙放送が行うようになった（前述のように「人気作の新シリーズ放送前の一挙放送」の企画もある）[25]。
  - 10月1日 - スカパー!オンデマンドにてアニメ声優専門チャンネル『ST-X』を開設[7]。オリジナルバラエティ番組を中心としたオンデマンド配信を開始した。
- 2016年
  - 7月 - 毎週日曜日の一挙放送の時間が最大13時間から9時間に縮小した｡
  - 12月1日 - スカパー！プレミアムサービスの衛星一般放送事業者が、スカパー・ブロードキャスティングからスカパー・エンターテイメントに変更。
- 2017年
  - 4月  - 毎週日曜日の一挙放送の時間が最大9時間から12時間に再び拡大した。
  - 9月30日 - 『ST-X』のサービスを終了[8]。
- 2018年
  - 4月1日 - スカパー！プレミアムサービスの受信機表示アイコンを「AT-X HD!」から「AT-X」に戻す。
  - 4月6日 - スカパー！でのハイビジョン化の申請認可[26]。
  - 9月26日 - スカパー！でのハイビジョン放送開始[27]。字幕放送の運用を開始。
- 2019年
  - 1月24日 - スカパー！プレミアムサービスで字幕放送の運用を開始[28]。
  - 3月31日 - レオネットでの放送終了。3日前の28日に販売終了。
  - 10月1日 - 消費税率引き上げに伴い視聴料金を1,980円に改定[29]。
  - 12月1日 - J:COMで字幕放送の運用を開始[30]。
- 2021年
  - 1月4日 - 番組構成の大規模な改編を実施。ベルト枠の再編成、平日深夜帯と土曜全日帯に、一挙放送枠（月ごとの特集枠）を新設[31]。
  - 8月31日 - テレビ東京がテレビ東京グループ以外が所有していた全株式を取得。株主がテレビ東京とテレビ東京メディアネットのみとなったと同時に、テレビ東京ホールディングスの完全子会社となる[32]。
- 2023年
  - 2月18日〜3月3日 - 竹下通りにて開局25周年記念イベント「AT-X HARAJUKU ANIME street 2023」を開催[33]。
- 2024年
  - 2月1日 - 視聴料金を税込2,180円に改定[34]。
  - 3月23日 - 定額制動画配信サイト『AT-DX』のサービスを開始[9]。

### イメージガール
不定期に設けており、主に当チャンネルのテレビCMに出演する。
- 1997年 - 2001年：なし
- 2002年：桂亜沙美
- 2003年：福愛美
- 2004年：浜田翔子
- 2005年・2006年：なし
- 2007年：樋井明日香（HINOIチーム）
- 2008年 - 2012年：なし[注 13]
- 2013年 - 2021年3月：A応P
- 2014年：福井裕佳梨[注 14]
- 2015年：清水愛[注 14]

### マスコットキャラクター
2022年12月以降はトラをモチーフとした「たいがさん」を使用している。YouTubeで配信される番宣番組「次クール、何くーる?」に出演するときのみ福山潤が声を担当する。また着ぐるみを制作しており、「きんぐたいがさん」として各種イベントに登場する。

## 放送上の特徴
AT-Xの最大の特徴は、アニメに特化した放送形態にある。特に、アイキャッチ・提供バック、エンドカードといった「再放送や他チャンネルやネット配信ではカットされることが多いパート」も、極力そのまま完全な形で放送している。
一部作品を除き基本的に、地上波や無料BS局等で放送される際に表示される違法アップロードを警告するテロップや、フィクションである事のお断りテロップ、販促告知のテロップは表示されない。
また特筆すべき点として、ペアレンタルロックにより特定の番組に対し「R15+指定」（15歳未満は視聴不可）の設定を行い、視聴者層の棲み分けを図っている点が挙げられる。アニメ専門チャンネルで特定の番組に年齢制限を設定しているのはAT-Xのみである。これにより、いわゆる深夜アニメやUHFアニメについても午前からプライムタイムを含め時間帯を問わずに編成しており、おおむね時間帯ごとに番組を構成する他のチャンネルとは一線を画している。
毎月第1土曜日と第1日曜日(「スカパー!無料の日」に当たる日)には無料(ノンスクランブル)放送を行っている。ただし、映画やOVAなどの特別番組や年齢制限を設けている番組、一部の声優バラエティ番組は対象外となる。沿革の通り、現在土曜日と日曜日は一挙放送などの特別編成が大半を占めるため、実際に無料放送を行うのは朝と夜間の数時間程度となっている。このほか、毎月開始する新番組の一部の第1話も無料放送の対象としている。2015年4月から2020年12月までは、後述の長時間特別編成枠「スペシャルサンデー」を編成していたため、第1土曜日が無料放送日だった（当時は「スカパー!無料の日」が第1日曜日の1日のみだった。2015年3月までは他チャンネルと同様、第1日曜日に実施）。また、かつては毎月20日も独自に無料放送を行なっていたが、2007年11月20日をもって終了した。

### 放送形態
2009年4月1日以降、毎日6時を基点とする24時間放送を行っている（それまでは朝7時放送開始、深夜4時終了）。
チャンネルロゴ表示は常時表示ではなく、本編前半・後半の各冒頭で画面右上に数秒間ずつ表示される（古くはキッズステーションもこの方式であった）。なお、2000年代後半頃までは新作以外の作品では表示していなかった（CS初放送の場合は除く）。テレビ東京系のアニメ番組の放送前（直前番組の終了後）には、同局系列局で放送されているクロスプログラム（5秒間、一部番組を除く）が挿入される。
CMは番組の途中には挿入されず、放送終了後に流れる（ステーションブレイク）。大多数は放送番組の宣伝CM（地上波・BS各局と共通または独自に制作したもの）だが、無料放送を実施する際はAT-X自体の宣伝CMも流される。時期によってはV☆パラダイスなどの他チャンネルのCMも流される。また2010年代前半には、TBS製作の番組を放送した後に同局製作の作品のBlu-ray・DVDのCMを流していた（BS-TBSと同様の形態で、いずれも発売元はTBSである）。2006年11月までは、過去に放送した作品の主題歌をBGMにした環境映像が使われていたが、2021年4月より『音で聴くAT-X』と題して復活した（従来の宣伝CM等も併用）。
字幕放送については前述の通り、2018年9月よりスカパー!で、2019年1月よりスカパー!プレミアムサービスで対応した（ケーブルテレビなどの他の事業者については、局ごとに対応の有無が異なる）。特に地上波で深夜アニメとして放送される作品を中心に、AT-Xだけが字幕放送に対応している事例も少なくない。また2007年12月31日まで、スカパー!e2（現在のスカパー!）ではデータ放送を使用して新番組の情報などを伝えていた。
副音声付放送には対応しておらず、地上波で副音声によるオーディオコメンタリーがある番組の場合、主音声版とは別に副音声版（オーディオコメンタリー音声版）として放送している。
なお、全ての番組の終了後に「テレビを見るときは、部屋を明るくして画面に近づきすぎないよう注意してください。」というメッセージを5 - 15秒程度表示するほか（フィラーとして時間調整も兼ねる）、主に1997年の「ポケモンショック」以前に制作された旧作の放送時は冒頭に光の点滅（パカパカ）等の表現に関する注意文を表示する。

## 主な番組
2008年より、毎年夏休みシーズン（8月から9月頃）には『ウチの夏フェス!』（ウチのなつフェス）と題して、自社制作の声優バラエティ番組を集中的に再放送するなどの特別編成を行なっている。2018年より声優バラエティ番組のほかにアニメも特別編成の対象となった。期間中のCM枠では、声優バラエティ番組の出演者や「フレッシュ夏フェス隊」と称した新人声優達による一言メッセージが随時流される。ただし、新型コロナウイルス（COVID-19）の感染が拡大している2020年～2022年はいずれの企画も休止した。
下記以外の放送作品については公式サイトの番組検索を参照。

### 定期放送

#### 自社制作
2023年10月現在で放送が継続されている番組を挙げている。
- Club AT-X

声優により進行する情報番組兼バラエティ番組で、内容は月に2回更新される。AT-X初の情報番組『DIAMOND TIME』の後継に当たる。不定期にリニューアルを重ねており、司会者もそれに合わせて入れ替わっている。
- 東京エンカウントシリーズ

杉田智和と中村悠一によるゲーム実況型バラエティ番組。年に4回（3か月おきに2話ずつ・計8話）放送される。
2013年2月をもって一旦終了。2013年5月・8月・11月・2014年2月のみ、杉田に代わり内田真礼を起用した同様のゲーム番組『ヘカトンケイルの選択』を放送し、2014年5月より『東京エンカウント弐』と改題して再開した（同年1月にも『大東京エンカウント』として一度復活している）。
- あにめすこ～ぷ ～アニメを本職に見せたら聞いた事ない話が飛び出した件～

AT-Xで再放送される作品と連動し、そのアニメの内容にちなんだ人物をゲストに招き、本編を見ながら「プロだからこそ知る話」を聞き出す。司会は岩井勇気(ハライチ)と徳井青空。
- 諏訪部順一のとびだせ!のみ仲間シリーズ

諏訪部順一が「酒場案内人」となり、ゲストと共に都内の居酒屋を訪問し、酒を片手にトークを繰り広げる。
ムービック・葦プロダクション（企画開始当時はプロダクション リード）と共に「虎ノ門会議」を結成し、2013年から制作しているオリジナル番組の一つ。
- 平日深呼吸。

「おとなはみんな疲れています―」シリーズ第1弾。桑原由気と高田憂希によるハイキングの様子を撮影した紀行番組。
- とにかくゆるく過ごしたい！

2021年8月まで放送された「Club AT-X WSB ～ワールド シークレット ベース～」の出演者によるトークバラエティ番組。
- アナログBANBANシリーズ

小野坂昌也・遊佐浩二・川本成による、アナログゲームを題材としたトークバラエティ番組。2021年3月以降は新シリーズ『アナログBANBAN ビッグバン』が放送されている。
- R指定アニメ!

アニメファンのホスト・ROLANDを中心に、自身がオススメする作品や話題の作品を深く掘り下げていくトーク番組。アニメ好きのフリーアナウンサー・松澤千晶と田口尚平（元・テレビ東京アナウンサー）との3名体制で進行する。なお、AT-Xでは珍しく非声優バラエティ番組である。
「R指定」とは年齢制限のことではなく、ROLANDやRESPECT（尊敬）の頭文字に由来することが番組のCMや本編で説明されている。
おおむね月1回程度の生放送を中心に放送され、生放送ではTwitterを利用して視聴者の反応を随時取り上げるほか、前後の番組編成（一挙放送）と連動することもある。
- promo-X

番組編成に空きが生じる際に穴埋めとして放送されるアニソン専門の音楽番組。司会は大橋彩香。
1回30分（または25分）のため、編成の空き時間がそれに満たない場合は「番組案内」（番宣CM枠）で対応するが、近年では「音で聴くAT-X」を放送するケースもある。
キッズステーションの『アニぱら音楽館』が2017年12月を以て終了したため、2018年以降はアニメ専門チャンネルでは唯一のアニソン番組となった。
- AT-Xアニメランキング

加入者に対してあらかじめ一年間にAT-Xで放送された全てのアニメを対象に人気投票を行い、その結果を年末（12月下旬）に発表する。2017年以降は「ウチの夏フェス!」に合わせて上半期にも同様の投票を行なっている。
投票結果はAT-Xの公式サイトで閲覧できるほか、2016年以降は特別番組も放送されている。過去に第1位となった作品は以下の通り。
その年に放送された作品が対象なので再放送された作品なども含む。
| 期間         | 作品                                                      |
| ------------ | --------------------------------------------------------- |
| 2010年       | とある科学の超電磁砲                                      |
| 2011年上半期 | 魔法少女まどか☆マギカ                                     |
| 2011年       | 魔法少女まどか☆マギカ                                     |
| 2012年       | ソードアート・オンライン                                  |
| 2013年       | のんのんびより                                            |
| 2014年       | 月刊少女野崎くん                                          |
| 2015年       | のんのんびより りぴーと                                   |
| 2016年       | Re:ゼロから始める異世界生活                               |
| 2017年上半期 | エロマンガ先生                                            |
| 2017年下半期 | メイドインアビス                                          |
| 2017年       | けものフレンズ                                            |
| 2018年上半期 | ゆるキャン△                                               |
| 2018年下半期 | ゾンビランドサガ                                          |
| 2018年       | 宇宙よりも遠い場所                                        |
| 2019年上半期 | 盾の勇者の成り上がり                                      |
| 2019年下半期 | 鬼滅の刃                                                  |
| 2019年       | 鬼滅の刃                                                  |
| 2020年上半期 | 乙女ゲームの破滅フラグしかない悪役令嬢に転生してしまった… |
| 2020年下半期 | くまクマ熊ベアー                                          |
| 2020年       | 鬼滅の刃                                                  |
| 2021年上半期 | ウマ娘 プリティーダービー                                 |
| 2021年下半期 | 無職転生 〜異世界行ったら本気だす〜                       |
| 2021年       | ウマ娘 プリティーダービー                                 |
| 2022年上半期 | その着せ替え人形は恋をする                                |
| 2022年下半期 | リコリス・リコイル                                        |
| 2022年       | リコリス・リコイル                                        |
| 2023年上半期 | 【推しの子】                                              |
| 2023年下半期 | 薬屋のひとりごと                                          |
| 2023年       | 【推しの子】                                              |
| 2024年上半期 | 葬送のフリーレン                                          |
| 2024年下半期 | 負けヒロインが多すぎる!                                   |
| 2024年       | 負けヒロインが多すぎる!                                   |

2023年には開局25周年特別番組を放送。各カテゴリ第1位となった作品は以下の通り。
| カテゴリ                      | 作品                   |
| ----------------------------- | ---------------------- |
| 一番好きな作品                | 宇宙よりも遠い場所     |
| おススメしたい作品            | 宇宙よりも遠い場所     |
| 人生を変えた作品              | 新世紀エヴァンゲリオン |
| AT-Xといえばこれ!という作品   | ARIA The ANIMATION     |
| 1番好きなアニソン             | アイドル/【推しの子】  |
| 1番好きな声優・オリジナル番組 | 東京エンカウント       |

#### 過去の番組
- 櫻井孝宏の（笑）

2020年まで『Club AT-X』の放送曜日が5日ある月の最終週や年末年始等に特別番組として放送された。
- やっぱりアニメが好き。ラジオに毛が生えた?!

2021年8月までAT-Xの株主であった文化放送で放送されていたアニラジ『Club AT-X やっぱりアニメが好き。』のテレビ版。
- 金田朋子のミニミニミクロに毛が生えた?! → 金田朋子と保村真のエアラジオに毛が生えた?! → 金田朋子・保村真のエアラジオ ON TV! → 金田朋子・野島裕史の同い年、はじめました。

『やっぱりアニメが好き。』と同様に、文化放送で放送されているラジオ番組に収録時の映像を加えて放送している。『エアラジオ』の偶数回はAT-Xのみの放送であった。
- 昌也、ガンバルンバ!!

小野坂昌也が無茶なことに挑戦するバラエティ番組。内容は月に2回更新で、2010年6月、9月、12月、2011年3月に放送された。
- ヘカトンケイルの選択

詳しくは『東京エンカウント』を参照。
- アニメトリップX
- アニメの三次元の話

日経エンタテインメント!との共同企画「アニメ"勝手に"応援プロジェクト」のメンバーによるミニ番組。2012年11月 - 2013年11月にかけて放送された。
- 浪川大輔のヤバい!たのしくなってきちゃった!

浪川大輔による、ゲストを迎えてのバラエティ番組。虎ノ門会議による製作。
- 遊佐浩二の明るい家族計画シリーズ

遊佐浩二による、「動物」をテーマにしたゲストを迎えてのロケ番組。虎ノ門会議による製作。
- 清水愛、何でもやるってよ!

清水愛によるバラエティ番組。プロレスラーとして活躍する姿も取り上げられた。
- 伊藤かな恵のやりたいこと一日で詰めこみました〜

伊藤かな恵によるロケ番組。
- はにかみ女王 野水伊織のシャイでごめんね

野水伊織による、ゲストを迎えてのバラエティ番組。
2015年に行われた新しい声優バラエティ番組のプレゼン企画『どうなる?2015 AT-X編成会議』（全3回）で野水が自ら企画内容をプレゼンし優勝。番組化された。
- 福山ッスル!

福山潤と野島裕史による、ゲストを迎えてのスポーツバラエティ番組。
- アニメ女子おうちカフェ部

6月、9月、12月、3月に放送される、アニメ女子部MCによる料理番組。
- しもがめ

『Club AT-X しもがめ』に出演していた下野紘と大亀あすかによるロケ番組。
- オレベスト!

毎回異なる声優が出演し「自分の夢中になっているもの」をランキング形式で発表、その理由と拘りを語る。ナレーションは新井里美。
- 小林ゆうの落語でありんす

小林ゆうによる落語を題材としたバラエティ番組。
- 三木眞一郎のおもてなしドライブ

三木眞一郎による、ゲストを迎えてのロケ番組。
- ヨシノンフィクション

吉野裕行によるドキュメンタリーバラエティ。
- 津田健次郎presents 裏アニメ

津田健次郎とアシスタントの田口尚平（当時・テレビ東京アナウンサー）による、アニメ業界に携わる制作スタッフをゲストに迎えてのトーク番組。
- A応Pとフェスぴ〜!!!

A応Pによる情報バラエティ番組。
2019年4月に『A応Pのあにむす!』からリニューアルした番組だが、同番組はAT-Xではなくキッズステーションで放送されていた（2015年8月以降）。
- 今宵こんな片隅で…

若本規夫とたかはし智秋が、バーをイメージしたスタジオでゲストと共に送るトーク番組。
- 東京純情喫茶

「おとなはみんな疲れています―」シリーズ第2弾。月替わりの女性声優が、喫茶店で著名な文学作品を朗読する。読み手の声優はベレー帽をかぶっており、番組ロゴにもベレー帽があしらわれている。
1回5分で月曜日から金曜日の1週間、1作品当たり合計5話のミニ番組として放送。また男性声優版として『TOKYO JUNJO CAFE』が制作された。
- 番宣部長

CM枠で不定期に放送される番宣番組。
ST-Xでは『番宣部長の番外編ミニ!』と題した番外編が配信された。

#### 他プロダクションなど制作番組
- アニメ天国

MONDO21（現在のMONDO TV）に代わって2004年10月から2007年9月まで放送し、同年10月からキッズステーションへ再移行した（同時期に、地上波での放送も全て終了）。
- アニメTV

2007年10月より、キッズステーションに代わって放送。番組内にはスポンサーのCMが入る。
tvk・エンタメ〜テレでも放送された。
- 森川さんのはっぴーぼーらっきーシリーズ
- 長縄まりあ×赤尾ひかるのウチワアソビ〜仲良し声優女子たちの休日〜（2021年9月）[36]

#### 番組枠
- アニメ女子部

女性向け作品を放送。作品の直前・直後には、ナビゲーターの男性声優によるミニコーナーがある。対象の番組の開始前にはクロスプログラムが流れる。
- スペシャルサンデー

2015年4月から2020年12月まで毎週日曜日に編成された長時間特別編成枠。おおむね朝9時から21時前後までと月曜日早朝（番組表では日曜日深夜）に特定の作品の集中放送や映画作品・OVAの単発放送を、それ以外の時間帯は新作テレビアニメや視聴年齢制限付きの作品の放送を行っていた。
『スペシャルサンデー』という名称は番組表では使われず、主に『番宣部長』やAT-Xのメールマガジンで使用されていたが、『番宣部長』が2019年3月をもって終了したため、以降は放送上では使われなくなった。
放送設備のメンテナンス（おおむね平日の深夜に月一回程度）を実施する際には、休止した番組の振替放送用としてこの時間帯が割り当てられることがある。
2015年3月までは毎週土曜日・日曜日の21時から23時30分が特別編成枠（ゾーンタイトルなし）となっており、主に映画作品やOVAを1 - 3本放送していた。日曜日が初回放送で、翌週土曜日がリピート放送であった。OVAの発売前先行放送もこの時間帯に行なっていた。

##### 過去
- 佐藤順一アワー

2007年2月から4月まで、佐藤順一が監督を務める『ケロロ軍曹』の1年目のエピソードと『ふしぎ星の☆ふたご姫』を放送し、番組間に本人が登場した。
- AT-Xプレミア

2006年7月から12月まで、週末の特別番組枠を使用して月1回1時間という枠で『Project BLUE 地球SOS』が放送された。初回放送に限りノンスクランブル放送を行っていた。
- AT-X著名作家シリーズ

2001年から2003年にかけて設定され、松本零士やモンキー・パンチなどの著名な漫画家の発表作品を原作とするオリジナルのアニメ作品を放送（いずれの作品も、後にホームドラマチャンネルでも放送された。作品は後述）。
- すたチャンX

スターチャイルド（現在のKING AMUSEMENT CREATIVEの前身のレーベルの1つ）が製作に関与している作品向けの枠。かつてキッズステーションで放送されていた『すたちゃまにあ』が移行する形でスタートした。
代々両作品の終了後にミニ番組が編成されており、2011年1月9日からは同レーベルに所属するももいろクローバーによる『すたもも丼〜いただきやすっ!』が放送されていた。
公式発表はないが、2011年4月の改編で廃止された。

#### 特別番組
自社制作のオリジナル番組のほか、近年はAT-Xが製作委員会に出資している作品の直前特番も制作されている。
- DIAMOND TIME DX

情報番組『DIAMOND TIME』の拡大版。
- GOLDEN TIME

主に改編期に放送され、度々プレゼント企画も行われた。
- 金田朋子とくばん。チョ〜気持ち良い、とことで。

『金田朋子のミニミニミクロに毛が生えた?!』の特別版。後にDVD版も発売された。
- 花の声優界! スター☆ボウリング

各声優事務所から2人ずつチームを組んでのボウリング対抗戦。過去に3回放送されており、放送後に未放送のパートも収録したDVDも発売された。
- 声優旅行社へようこそ。

声優による旅番組。
- 嘉陽サスペンス劇場?!
- 清水香里にPRESENTS『S-1グランプリ！』
- ゾイドルーツ

2006年1月6日から4月2日まで放送されていた『ゾイドフューザーズ』で、各話終了ごとに放送されたミニ番組。アニメの原型となったトミー製の組み立て玩具「ゾイド」シリーズの商品を、テーマごとに紹介・解説（1983年の黎明期から、同作の次の『ゾイドジェネシス』に登場するものまで）。全13回。
- 独占潜入! ネギま!? ラストコンサート

『ネギま!?』のイベント「Princess Festival」の上演内容を紹介するもので、後にセルDVDにも収録されている。司会は小林ゆうと野中藍。
- マジカノ宣伝スペシャルバラエティ『マジバナ』

本放送期間中の一部の回終了後に放送されたミニ番組。金田朋子が司会を務め、同作に出演している声優をゲストにトークを行った。再放送では放送されなかった（同作品のセルDVDにも特典映像として収録されているが、著作権の都合でカットされている部分がある）。
- 神神神アニメ特番!

『神様ドォルズ』・『神様のメモ帳』・『猫神やおよろず』のスペシャル特番。
- 年末年始の年越し特番（生放送）
  - AT-X史上初の年越しナマ! 大晦日だもの、最後に笑えばいいんじゃない? Yes,We Can! スペシャル（2008年 司会 - 森久保祥太郎・かかずゆみ）
  - AT-X年越しナマ! モーッと爆笑させタイガー! 人気声優くんずほぐれつスペシャル（2009年 司会 - 小野坂昌也・金田朋子）
  - AT-X新春ナマ!福引きスペシャル 昌也VS悠一どっちを選びまショック!!（2010年 司会 - 小野坂昌也・中村悠一）
  - AT-X新春福引きSP!昌也VS悠一 ナマ・ナマ・モリ・モリ龍球Z!!（2011年 司会 - 小野坂昌也・中村悠一）

企画当初は2010年までの放送とされていたが、スカパー!が主催する「スカパー!アワード2011」で2010年版が「アニメ・特撮賞」を受賞したことを受け、2011年も放送が実現した。
- サバイバルクエスト

開局16周年を記念して制作されたサバイバルゲームとクイズを融合させたオリジナル番組。
- どうなる?2015 AT-X編成会議
- 新春GIRLS☆演芸
- 津田健次郎 新春ジャック!

直前特番
- スーパーロボット大戦OG祭!!
- 『狂乱家族日記』直前特番
- 放送直前! 『遙かなる時空の中で3 〜終わりなき運命〜』
- 放送直前! 『れでぃ×ばと!』年末特番! 予習もかねて第1話をお見せしちゃいますが年が明けたら我慢できないのですぐイッちゃいますよスペシャル!
- ハイパー美少女三国志アニメアワー

『一騎当千 XTREME XECUTOR』と『真・恋姫†無双 〜乙女大乱〜』の第1話を先行放送。
- ハイスクールD×D ハーレム直前SP
- ハイスクールD×D NEW 放送記念SP 日笠陽子の声優ハイスクール
- 「機巧少女は傷つかない」一夜限りの夜会SP

### 主なアニメ作品一覧
- AT-Xが製作に参加したものを掲載。
- ※ - 全話（もしくは一部の回）において年齢制限が設定された作品。
- ☆ - 先行放送を行ったOVA作品。

#### 製作に参加した作品
Category:AT-Xのアニメを参照。

##### AT-X著名作家シリーズ
- 幻魔大戦 -神話前夜の章-
- GUN FRONTIER
- ワイルド7 another -謀略運河-
- 魔王ダンテ
- 神世紀伝マーズ
- バロムワン
- 魔獣戦線 THE APOCALYPSE
- SUBMARINE SUPER 99
- コスモウォーリアー零
- バビル2世

#### 製作協力として参加した作品
- 七人のナナ
- ふぉうちゅんドッグす（後にBSジャパンでも放送）
- 屍姫シリーズ※
- アスラクラインシリーズ
- ファイト一発! 充電ちゃん!! ※（後に独立局でも放送）
- ちゅーぶら!!
- kiss×sis ※
- ヨスガノソラ ※
- C3 -シーキューブ-
- 神さまのいない日曜日
- 失われた未来を求めて

#### 独占放送の作品
- フィギュア17 つばさ&ヒカル（後にテレビ東京でも放送）
- アーケードゲーマーふぶき ☆
- 戦闘妖精雪風 ☆（後に日本映画専門チャンネルやアニマックスでも放送）
- ゲートキーパーズ21 ☆
- コゼットの肖像 ※/☆
- エルフェンリート ※（後に独立U局で編集版を放送）
- GANTZ（第2期）※
- トップをねらえ2! ☆（後にBS11でも放送）
- カレイドスター OVAシリーズ ☆
- AIKaシリーズ
  - AIKa R-16:VIRGIN MISSION ※/☆
  - AIKa ZERO ※/☆
- ストレイト・ジャケット ※/☆
- スレイヤーズEVOLUTION-R
- 無限の住人 ※（後にテレ玉・時代劇専門チャンネルでも放送）
- 瀬戸の花嫁 OVA ☆
- 絶対衝激 〜PLATONIC HEART〜 ※/☆
- かのこん
- れでぃ×ばと!
- 侵略!!イカ娘
- マジでオタクなイングリッシュ!りぼんちゃん 〜英語で戦う魔法少女〜
- エグミレガシー

## AT-X SHOP
AT-X SHOP（エーティーエックス・ショップ）は、AT-Xがかつて展開していた通信販売サイトである。
2004年1月26日に開設。2006年9月4日までは株式会社キャラクター・アンド・アニメ・ドット・コム（現在のキャラアニ）に業務委託されていた。DVDに関しては、20%OFFで販売していた時期もあった。
2010年より、主にテレビ東京系で放送された作品やAT-Xが製作委員会に参加している作品のBlu-ray・DVDを対象に、加入者限定で「30%OFF+送料無料」で販売されていた。2012年からは「15%OFF+20%ポイントサービス+送料無料」（非加入者は「15%OFF（送料負担）」）に変更された。商品によっては、オリジナルの特典を付けることもあった。
2013年11月29日をもって閉鎖された。2014年4月30日からは「AT-X SHOP mini」と題して、かつての業務委託先であるキャラアニが運営する『キャラアニ.com』において自社商品の委託販売を行なっている。
2023年以降はネットショップ作成サービス「BASE」を使用しオリジナルグッズの販売を行っている。
2012年度の改編までは、ステーションブレイクにおいて毎月上旬・下旬のBlu-ray・DVDソフトの売り上げランキング（ベスト10）を発表するCMを流していた。上空に向かって灯されたスポットライトが時折当たる高層ビルを中心に回転する背景CGと、カステラの『ビデオ買ってよ』（1989年）がBGMとして長年使用された。
「AT-X SHOP」に関連したサービスとして、「AT-X メンバーシップカード」というクレジットカードが発行されていた（ケーブルテレビでの契約者は対象外）。GEコンシューマー・ファイナンス（現在の新生フィナンシャル）が発行元となり、国際ブランドはVISAとJCBの2種類から選択できた。ポイント制度もあったが、視聴契約を解約するとポイントは失効とされた。発行元のGE社のクレジットカード事業撤退により、2010年1月をもってサービスを終了した。